# Fuero de Guadalajara de 1219
El fuero de Guadalajara, comúnmente llamado fuero largo, es el estatuto jurídico aplicable en comunidad de villa y tierra de Guadalajara (actual España) para regular la vida de su comunidad, estableciendo un conjunto de normas, derechos y privilegios, otorgado por Fernando III, el Santo en 1219, en sustitución del "fuero corto" o primer fuero de Guadalajara, concedido por Alfonso VII de Castilla el 3 de mayo de 1133.

## Detalles
El desarrollo de Guadalajara y su alfoz hizo necesario que en apenas dos generaciones, el rey Fernando III de Castilla tuviera que conceder un nuevo fuero, dado en Toledo el 26 de mayo de 1219, bastante más extenso que el primitivo de 1133, acomodando sus disposiciones a las nuevas circunstancias. Frente a los reclamos ventajosos para atraer nuevos vecinos recogidos en el texto de 1133, que tenía como principal función potenciar la repoblación de la villa y su tierra, las nuevas disposiciones estaban encaminadas fundamentalmente a organizar de forma clara la convivencia entre los vecinos de la poblada villa.
En este sentido, aunque el texto de este «fuero largo» no es sistemático y aparecen en él entremezcladas disposiciones referentes a diversos asuntos, como suele ser habitual en la mayoría de los fueros medievales, destacan varias cuestiones.

### Organización municipal
En primer lugar se identifican un pequeño número de artículos que regulan de forma breve y a veces indirectamente todo lo relativo a los principales cargos públicos municipales (juez, alcaldes, jurados, andadores y almotacén), destacando entre estas disposiciones dos prohibiciones: la de comprar las alcaldías so pena de no poder desempeñar nunca más oficio público alguno y que al infractor se le derribase la casa, y la de portar armas en las reuniones del concejo.

### Administración de Justicia
El número más alto de artículos referidos a un mismo asunto, más de cuarenta sobre un total de ciento quince, se refieren a la regulación del procedimiento judicial: la forma de realizar las denuncias, la averiguación de los delitos, las garantías judiciales, la forma de asegurar las prendas, de cobrar las multas, el destino y el reparto de las mismas, etc.
También es muy numeroso el número de disposiciones dedicado a definir los delitos más frecuentes y sus penas correspondientes, regulando desde los más graves, como el asesinato, la violación o los grandes robos, hasta las cuestiones más livianas, como los daños corporales en riñas o los insultos. Sumados éstos con los que codifican las faltas relacionadas con el derecho civil, como los daños en las propiedades ajenas y otros, suman más de treinta.

### Exenciones fiscales
Los artículos que establecen las exenciones tributarias y otras ventajas económicas presentan importantes diferencias con lo reglamentado antiguamente en 1133. Si bien se sigue contemplando la exención total del montazgo para el ganado, las ventajas para los nuevos pobladores quedan ahora reducidas a que no paguen impuestos solo durante el primer año. La misma medida se ofrece a los que adquirieran la categoría de vecinos a través de su primer matrimonio.

### Estructura social
Como quiera que la frontera con las taifas andalusíes quedaba ya más lejana, las ventajas generales asociadas al servicio militar como la exención total de cualquier tipo de impuestos se reservan en el nuevo fuero solo para el grupo más privilegiado de la población: los caballeros que mantuviesen caballo de guerra y armas de cierta calidad, medios efectivos que aseguran que el beneficiario podría acudir a incorporarse al ejército real allá donde fuese necesario una vez al año. Medida que es complementada con la posibilidad de que a la muerte del caballero dichos medios fueran heredados por el mayor de los hijos vivos, lo que contribuyó en gran medida a la consolidación de esta casta de guerreros ciudadanos sobre el conjunto de los vecinos de la ciudad.
Dado que los clérigos de la ciudad fueron eximidos también totalmente del pago de cualquier contribución, para evitar que demasiados bienes raíces quedaran libres de pechar, se prohibió que cualquier vecino vendiera sus tierras o casas a hombres de orden. En los testamentos solo se podía dejar a la Iglesia bienes muebles.

### Vida económica
Completan aún el texto otorgado por Fernando III un pequeño número de artículos destinados a fomentar el desarrollo económico de la población. Son medidas que atañen tanto a la agricultura y a la ganadería como al comercio. Por un lado, en algunos artículos se dispone una especial protección sobre los campos cultivados, con penas severas para quienes entraran en tierras de labor o en huertos con los ganados; mientras que en otros se reservan las dehesas existentes en la comunidad de villa y tierra solo para el ganado de sus vecinos. Además, se buscó potenciar el mercado por dos vías: prohibiendo la venta de productos en casas particulares y regulando con cierto detenimiento algunas cuestiones referentes a las pesas y medidas.